# 복정동
복정동(福井洞)은 대한민국 성남시 수정구의 법정동이자 행정동이다.

## 개요
이 지역은 조선시대에는 광주군 세촌면 지역이었다가 1914년 행정구역 폐합에 따라 서울 입구에 있는 ‘기와말’, ‘사거리’, ‘안골’, ‘가맛골’, ‘건너말’, ‘양짓말’ 등의 자연부락을 병합하여 ‘복정리’라 칭하고 중부면에 편입되었으며 1971년 경기도 성남출장소에 편입되었으며, 1973년 성남시 승격으로 창곡동과 병합하여 복정동으로 개칭하였고, 1989년 5월 수정구에 편입된 뒤 2015년 11월 2일 창곡동이 복정동의 일부와 함께 위례동으로 분동한 후 조례 제3175호, 2018. 4. 30로 그 지역을 법정동상으로도 창곡동에 편입시켰고, 2020. 2. 24. 조례 제3465호로 추가로 일부지역을 위례동(창곡동)에 편입시켜 오늘에 이르고 있다.

## 법정동
- 복정동

## 교육

### 초등학교
- 복정초등학교

### 고등학교
- 복정고등학교

### 대학교
- 동서울대학교
- 가천대학교 글로벌 캠퍼스

## 교통

### 지하철
- ● 수도권 전철 수인·분당선
  - 복정역
  - 가천대역
- ● 수도권 전철 8호선
  - 남위례역